# Sarcophaga zumptiana
Sarcophaga zumptiana är en tvåvingeart som beskrevs av Andy Z. Lehrer 1959. Sarcophaga zumptiana ingår i släktet Sarcophaga och familjen köttflugor. Inga underarter finns listade i Catalogue of Life.